# ابن تونرت
هو أبو عبد الله محمد بن جعفر القيسي، المسمّى أيضا محمد بن تونرت، المولودُ عامَ 478 للهجرة في قلعة بني حمّاد، والمتوفّى عام 567 في فاس. أخذ العلم في مدينتي بجاية والجزائر ثم في قرطبة. هو صاحب قاموس عربي بربري يعود للقرن السادس للهجرة (صنّفه عام 540 هـ) سمّاه «كتابَ الأسماء» ويحوي أكثر من 2500 مدخل.
في إطار مشروع مشترك لمعهد الدراسات حول العالمين العربي والإسلامي خضع المخطوط حديثا لروقمة من إنجاز كمال أيت زرّاد بتعاون مع سليم الونيسي وسالم جمعي.